# Jambelí (El Oro)
Jambelí ist eine Parroquia rural („ländliches Kirchspiel“) im Kanton Santa Rosa der ecuadorianischen Provinz El Oro. Die Parroquia besitzt eine Fläche von etwa 220,6 km². Die Einwohnerzahl lag im Jahr 2010 bei 1718.

## Lage
Die Parroquia Jambelí umfasst die 5 westlichen Hauptinseln des Archipels Jambelí. Der Archipel liegt vor der Pazifikküste von Südwest-Ecuador und dem äußersten Nordwesten von Peru. Eine Meeresstraße trennt die Inselgruppe vom Festland. Die Hauptinseln sind untereinander durch teils schmale Meeresstraßen voneinander getrennt. Der Verwaltungssitz der Parroquia bildet die Ortschaft Costa Rica im Norden der Insel Isla Tembleque.

## Orte und Siedlungen
In der Parroquia Jambelí gibt es fünf Orte: Costa Rica und Bellavista auf der Isla Tembleque, Las Huacas und Pongalillo auf der Isla Patria oder Isla Huacas sowie Las Casitas auf der Isla Chupadores.

## Wirtschaft
Etwa 40 Prozent der Landfläche sind Zuchtbecken für Garnelen. Etwa 30 Prozent werden von Mangrove bedeckt.

## Geschichte
Die Parroquia Jambelí wurde am 25. Juli 1878 gegründet. Im Jahr 2002 wurde die Insel Jambelí ausgegliedert und bildet seither eine Parroquia urbana satélite unter dem Namen "Jambelí" oder "Balneario Jambelí".